# Ernst Herman van Rappard
Ernst Herman ridder van Rappard (Banyumas, 30 oktober 1899 – Vught, 11 januari 1953) was een Nederlandse nationaalsocialist en felle antisemiet. Hij werd geboren in het toenmalige Nederlands-Indië. Hij studeerde economie in Berlijn en München en raakte daar in de ban van het nazisme.
Ernst van Rappard trouwde met zijn autoritaire Duitse dienstmeisje Marie Johanna Nitzche, net als hij was zij een nationaalsocialist. Van Rappard sloot zich in 1931 aan bij de Nationaal-Socialistische Nederlandsche Arbeiderspartij (NSNAP), een antisemitische partij. Van Rappard maakte deel uit van de leiding. Spoedig ontstond er een onderlinge machtsstrijd en de NSNAP viel uiteen in drie kleine NSNAP's. Van Rappard kwam aan het hoofd te staan van de NSNAP-Van Rappard (zie: Nationaal-Socialistische Nederlandsche Arbeiderspartij). De NSNAP-Van Rappard streefde naar opname van Nederland in het Groot-Duitse Rijk (Van Rappard: 'Wat God samengevoegd heeft, mag men niet scheiden', doelend op de 'stamverwantschap' van de Nederlanders en de Duitsers en het feit dat de Nederlanden tot 1648 officieel tot het Heilige Roomse Rijk der Duitse Natie behoorden) en trachtte de NSB in antisemitisme te overtreffen. Zijn partij-aanhang bestond vooral uit Nederlanders die in het grensgebied met Duitsland woonden en in Duitsland verblijvende Nederlanders.
Enige tijd droeg zijn partij de naam 'NSNAP-Hitlerbeweging', het aanhangsel 'Hitlerbeweging' moest hij echter op last van Adolf Hitler verwijderen. Van 1932 tot 1939 is Van Rappard leider van de NSNAP-Van Rappard geweest. In 1939, toen hij zijn activiteiten in Nederland moest staken, vertrok hij naar Düsseldorf. Spoedig meldde Van Rappard zich bij de Wehrmacht, waar hij werd ingedeeld bij een 'Einheit zur besonderen Verwendung'. De manschappen van dit commando werden geoefend met Nederlandse uniformen en Nederlandse wapens om als voorhoede van het Duitse leger Nederland binnen te vallen. Tijdens zijn proces in 1949 verklaarde Van Rappard dat hij de afdeling verliet toen hij de bedoelingen begreep. Van Rappard lichtte de Nederlandse overheid echter niet in over de plannen die Duitsland had. Volgens Harry van Doorn, procureur-fiscaal bij het Bijzonder Gerechtshof in Den Haag, pleegde Van Rappard hiermee landverraad.
Na de Duitse inval in 1940 herleefde de NSNAP. Aan het einde van 1941 werd de partij, net als alle andere nog in Nederland toegestane politieke partijen, met uitzondering van de NSB van Anton Mussert, ontbonden. Van Rappard trad nu toe tot de SS. Hij vocht vanaf april 1941 in Griekenland met de 1. SS-Panzer-Division Leibstandarte-SS Adolf Hitler. Nadat hij vanaf april 1942 een onderofficiersopleiding aan de Unterführerschule te Radolfzell had gevolgd, diende Van Rappard van juli tot oktober 1942 in de Sovjet-Unie met het SS-regiment 'Germania', onderdeel van de 5. SS-Panzer-Division Wiking. Na een officiersopleiding op de SS-Junkerschule in Bad Tölz nam hij in de rang van Untersturmführer als ordonnans bij het SS-regiment 'De Ruyter', onderdeel van de 23. SS Freiwilligen-Panzergrenadier-Division Nederland (niederländische Nr. 1), deel aan de strijd aan het Oostfront. Zo maakte hij in augustus 1944 de gevechten aan het Narwafront in Estland mee. Tijdens de terugtocht werd Van Rappard ernstig ziek, waarop hij naar Duitsland werd getransporteerd. Voor zijn militaire inzet werd hij gedecoreerd met het IJzeren Kruis der tweede klasse, met Verwundetenabzeichen en het Sturmabzeichen.
Als Obersturmführer keerde Van Rappard eind 1944 terug naar Nederland. In Bussum volgde hij een opleiding tot compagniescommandant. In april 1945 was hij Ortskommandant van Velp en Bodegraven. Op 18 mei 1945 werd Van Rappard door Canadese militairen gearresteerd. In maart 1949 werd de toen 49-jarige Van Rappard door het Bijzonder Gerechtshof wegens landverraad ter dood veroordeeld. Tijdens zijn proces beweerde Van Rappard niet geweten te hebben dat Nederland na de capitulatie in mei 1940 nog in oorlog met Duitsland was. In hoger beroep werd zijn straf door de Bijzondere Raad van Cassatie in Den Haag op 11 januari 1950 omgezet in levenslange gevangenisstraf. Van juni 1950 tot begin december 1951 zat hij gevangen in de strafgevangenis in Leeuwarden, daarna in de strafgevangenis in Breda. Ernst Herman van Rappard overleed in 1953 aan een hersenbloeding in het Centrale Ziekenhuis voor het Gevangeniswezen te Vught.

## Onderscheidingen
- IJzeren Kruis 1939, 2e klasse[2]
- Allgemeines Sturmabzeichen[2]
- Gewondeninsigne 1939 in zilver en zwart (1942)[2]
- Armband Regiment "Westland"[2]